# ハマジム
ハマジム （HMJM）は、カンパニー松尾の所属するアダルトビデオメーカー。
HMJM、hamajimとも書く。正式な社名は有限会社ハマジム。エロ写真の撮影や、アダルトDVDの制作・発売、アダルトサイトの制作、さらに音楽 DVDの制作を行っている。カンパニー松尾以外にも、タートル今田や松江哲明などのドキュメンタリー作品などにも力を入れている。
代表取締役は、スチールカメラマンの浜田一喜。
社名の由来は、前身になった浜田写真事務所の略称"ハマジム"をそのまま登記したもの。

## 歴史
それまでレンタルAVを作っていたカンパニー松尾が、セルビデオメーカーの「お客さんの声を聞いて作っています。」という言葉に触発され、2003年5月に設立した。パッケージを紙ジャケット仕様にしたところ大失敗し一時活動休止状態となる。2006年、挿入シーンを前面に出した『僕の彼女を紹介します まり子 Gカップ』が大ヒットする。この作品によってロリ巨乳作品だけでなく、グラマー巨乳作品もAV界で売れるようになった。
AVグランプリ2008では、『まり子 ファイナル』がナンパ・素人部門賞を受賞。続く、AVグランプリ2009では、『テレクラキャノンボール2009 賞品はまり子*Gカップ』がプレス賞を受賞。
『恥ずかしいカラダ』シリーズ、カンパニー松尾がV&Rプランニング時代に始めて2007年にスタートさせた『私を女優にしてください AGAIN』シリーズなどが人気となっている。
2014年に公開した『劇場版 テレクラキャノンボール 2013』が単館系映画館でロングヒットを続けている。

## ハマジムオリジナル作品
- HMD-001 ハメドリズム
- NFD-002 韓朝中 在日ドキュメント　アイデンティティ
- NFD-003 レディコミ志願兵出張撮影ドキュメント　オークション01 /人妻
- NFD-004 アテネマラトン
- NFD-005 レディコミ志願兵出張撮影ドキュメントオークション02/巨乳ちゃんと不思議ちゃん
- NFD-006 未確認淫行映像　UFO
- NFD-007 UNDERCOVER JAPAN

## HMJM Records
「ハマジム」を母体とする音楽レーベル。
2005年12月発売の『豊田道倫　映像集・』DVDから始まる。
2006年6月にパラダイス・ガラージ（豊田道倫の不定期ユニット）の大阪インディ時代の未発表曲を集めたCD『グッバイ大阪』、7月にタイガーフェイクファ（川本真琴の新ユニット）のデビュープレミアムシングルCDなどが発売。
2015年2月、豊田道倫が90年代にリリースした『奇跡の夜遊び』を2回目の再発。また『劇場版 テレクラキャノンボール2013』の主題歌&挿入歌を担当するWeekday Sleepersの作品を初リリース。